# Schefflera demesae
Schefflera demesae är en araliaväxtart som beskrevs av Elmer Drew Merrill. Schefflera demesae ingår i släktet Schefflera och familjen araliaväxter. Inga underarter finns listade.